# Bryconops cyrtogaster
Bryconops cyrtogaster är en fiskart som först beskrevs av Norman 1926.  Bryconops cyrtogaster ingår i släktet Bryconops och familjen Characidae. Inga underarter finns listade.